# Aserbaidschanische Staatsangehörigkeit
Die aserbaidschanische Staatsbürgerschaft wird in den meisten Fällen dadurch erworben, dass der Betroffene mindestens einen aserbaidschanischen Elternteil hat (Abstammungsprinzip). Allerdings erhielten sie alle Bewohner Aserbaidschans automatisch, sofern sie am 1. Januar 1992 in der neu unabhängigen Republik ihren gemeldeten Wohnsitz hatten, ohne dass Unterscheidungen auf ethnischer Basis erfolgten.

## Historisches
Zur Zeit der kurzlebigen Republik Aserbaidschan von Mai 1918 bis April 1920 hatte es 1919 ein Staatsangehörigkeitsgesetz gegeben, das allen zaristischen Untertanen die Staatsbürgerschaft gab, die auf dem Gebiet des neuen Staates geboren worden waren.
Gemäß den Verfassungen der aserbaidschanischen SSR von 1927, 1937 und 1978 waren deren Bürger gleichzeitig Bürger der UdSSR. Man definierte ihre im Inlandspass eingetragene „Nationalität“ (natsional’nost’) bis 1936 als tyurki und die Sprache als tyurkskiy.
Während der Amtszeit des ersten Präsidenten Abulfas Eltschibei 1992–93 gab es die Tendenz die Zugehörigkeit zum Staatsvolk pan-türkisch und entlang ethnisch-religiöser Linien zu definieren. Dies führte prompt zu Unabhängigkeitsbestrebungen bei den Talyschen und den Lesgiern.
Davon schwenkte man bald nach der Unabhängigkeit ab und setzte strikt auf das Territorialprinzip. Man definierte als Staatsangehörige all diejenigen, die zum 1. Januar 1992 in der Republik ihren Wohnsitz (propiska) registriert hatten und alle im Lande geborenen Kinder. Diese ohne jede Optionsmöglichkeit dagegen. Ein derartiges absolutes ius soli setzte man nur noch in der ehemaligen Sowjetrepublik Moldawien um. Trotzdem fielen etliche der Einwohner von 1991 durch das Netz, da nur Personen mit permanenter Registrierung erfasst wurden. Ebenso wenig wurden ethnische Aseris, die anderswo wohnten automatisch Staatsangehörige. Das vermied Reibungen mit dem Iran in dessen Provinz Aserbaidschan mehr Aseris leben als in der Republik. Gleichzeitig wurden aber die vielen in anderen Sowjetrepubliken Wohnenden ausgeschlossen.
Das politische Chaos der Anfangsjahre verhinderte zunächst, dass die Regelungen genauer ausgeformt wurden. Kindern von ethnischen Aseris, die nach 1991 aus Georgien umgesiedelt waren, wurde die Staatsangehörigkeit als Geburtsrecht (ius soli) verwaltungsseitig zunächst verweigert (bis 1998). In einigen Fällen wurde sie auf dem Rechtsweg erstritten.

## Verfassung 1995
Gemäß Artikel 52 der Verfassung der Republik Aserbaidschan von 1995 ist jede Person, die auf dem Territorium Aserbaidschans geboren wurde oder einer der Elternteile Staatsbürger der Republik Aserbaidschan ist, Staatsbürger der Republik Aserbaidschan. Einem Bürger konnte (bis 2014) die Staatsbürgerschaft nicht (strafweise) entzogen werden.

## Staatsangehörigkeitsgesetz 1998
Das Gesetz über die Staatsbürgerschaft der Republik Aserbaidschan wurde am 30. September 1998 verabschiedet. Es wurde in den Jahren 2005, 2008, 2014, 2015, 2017 und 2018 geändert.

Die Änderungen seit 2014 waren sämtlich Verschärfungen hinsichtlich Anspruchs- und Einbürgerungsvoraussetzungen.
Die „Verordnung über die Regeln für die Behandlung von Fragen der Staatsbürgerschaft der Republik Aserbaidschan“ wurde durch Dekret des Präsidenten am 30. August 1999 genehmigt. Diese Bestimmung wurde in den Jahren 2006, 2008, 2009, 2010, 2015, 2016 und 2017 geändert.
Alle Personen, die vor Inkrafttreten des Gesetzes vom 30. September 1998 Staatsbürger waren, oder vor dem 1. Jan. 1992 nicht-aserischer Nationalität, aber auf dem Territorium der Aserbaidschanischen SSSR registriert gewesen waren, wurden ex lege als Staatsangehörige definiert.

Das galt nun auch für tausende Flüchtlinge, die sich in Aserbaidschan zwischen 1988 und 1992 niedergelassen hatten und eine propiska z. B. in Armenien oder Bergkarabach gehabt hatten.
Ausländer, deren Kinder aufgrund Inlandsgeburt Aseris waren (was trotzdem auf dem Verwaltungsweg zu beantragen war), erhielten deshalb ein Aufenthaltsrecht. Dies auch dann, wenn sie vorher illegal ins Land gekommen waren. Seit 2008 verweigerte die Migrationsbehörde Kindern von Georgiern, iranischen Aseris und aus muslimischen Ländern wie Pakistan und Afghanistan die Registrierung basierend auf einer mündlichen Dienstanweisung des Präsidenten. Diese Praxis wurde durch Gerichtsurteile aufgeweicht.
Der Personalausweis („Inlandspaß“) dient zugleich als Staatsangehörigkeitsausweis. Mit Erreichen des 16., 25., 35., 50. Lebensjahres ist jeweils ein neues Dokument zu beantragen. Seit September 2018 wurde mit der Ausstellung von Personalausweisen der neuen Generation begonnen.

Eine in Aserbaidschan ausgestellte Geburtsurkunde ist seit 2014 kein Nachweisinstrument mehr.
Die mehrfache Staatsangehörigkeit ist nicht zulässig, außer es gibt entsprechende zwischenstaatliche Verträge. Eine spätere Gesetzesänderung machte die Verschleierung des Erwerbs oder Besitzes einer zweiten Staatsangehörigkeit strafbar. Anlass war die Präsidentschaftskandidatur von Rüstəm İbrahimbəyov (= Rustam Ibragimbekov) 2013, der zugleich Russe war. Aliyew konnte sich so einen Gegner vom Leib halten.

### Erwerb durch Geburt
Das uneingeschränkte ius soli wurde 2014 abgeschafft. Seitdem gilt, dass „ein in Aserbaidschan geborenes Kind dessen beide Eltern Ausländer sind,“ nicht Staatsangehöriger ab Geburt wird.
Bei Findelkindern werden aserbaidschanische Eltern fingiert.
Im Ausland geborenen Kinder, auch mit nur einem aserbaidschanischen Elternteil, werden Staatsangehörige aufgrund des Abstammungsprinzips. Es gibt keine Begrenzung über wie viele Generationen eine solche Weitergabe erfolgen kann. Problematisch sind Fälle, in denen die Kinder aufgrund des ius soli im Geburtsland, oder mit nur einem Aseri als Elternteil, die Staatsangehörigkeit des anderen automatisch erhalten, da doppelte Staatsbürgerschaft verboten bleibt.

### Einbürgerung
Staatenlose und Ausländer, die fünf Jahre (mit dauerhafter Aufenthaltserlaubnis) im Lande gelebt haben (maximal drei Monate Auslandsaufenthalt), können eine Einbürgerung beantragen, wobei folgendes vorzulegen ist:
- Lebenslauf
- Antrag an den Präsidenten und Photos
- Bescheinigung des Wohnortes über die Zusammensetzung der Familie
- Nachweis über die Einkommensquelle sowie Zahlung der relevanten staatlichen Abgaben
- Bescheinigung über Kenntnisse der türkischen Sprache
- Nachweise der bisherigen Staatsangehörigkeit
- seit 2015: Treueeid, der auch den Schwur beinhaltet, dass keine andere Staatsangehörigkeit besteht

Minderjährige Kinder bis 14 werden automatisch mit eingebürgert, sofern beide Eltern sich hierüber einig sind, oder ein Elternteil staatenlos ist.
Zuständig ist die Einwanderungsbehörde (Dövlәt Miqrasiya Xidmәti) in Baku.
Rechtsstaatlichkeit ist unter der autoritären Herrschaft der Alijews (Vater und Sohn) ein Problem. Korrupte Praktiken sind im Verwaltungsapparat Gang und Gäbe.

### Verlustgründe
Bis 2016 war der Entzug der Staatsangehörigkeit verboten.
Durch die Gesetzesänderung vom 30. Mai 2014 wurden die Gründe des automatischen Verlustes eingeführt:
- Freiwillige Annahme einer fremden Staatsangehörigkeit.
- Dienst in einer ausländischen Wehrmacht oder als ausländischer Beamter.
- Verhalten, das die nationale Sicherheit bedroht,[13] usw.
- ab 2015: „religiöser oder politischer Extremismus.“

Der Entzug erfolgt formal durch Gerichtsurteil, oft im Schnellverfahren, so dass die Betroffenen kaum Zeit zur Verteidigung haben, speziell wenn sie bei Auslandsaufenthalt keine rechtzeitige Kenntnis vom Verfahren bekommen. Aberkennung ist auch möglich falls im Einbürgerungsverfahren falsche Angaben oder Dokumente genutzt wurden.

Schutz vor eintretender Staatenlosigkeit ist nicht vorgesehen.
Die freiwillige Aufgabe der Staatsbürgerschaft ist möglich. Um sie genehmigt zu bekommen, müssen nachweisbar alle Pflichten dem Staat gegenüber erfüllt sein, z. B. Wehrdienst.
Seit die Verfassungsänderung dem Präsidenten das letzte Wort in allen Staatsangehörigkeitssachen zugestanden hat werden Aufgabeerlaubnisse kaum mehr erteilt.

## Bergkarabach
Seit Beginn der Perestroika hatten sich die mehrheitlich christlich-orthodoxen Armenier in dem autonomen Oblast Bergkarabach gegen die muslimische Dominanz gewehrt. Zu ersten Auseinandersetzungen kam es 1988.
Die in den Jahrzehnten darauf folgenden Kampfhandlungen führten immer zur Absiedlung des jeweils gegnerischen Bevölkerungsanteils. So flohen in den 1990ern 185.000 aus ganz Armenien nach Aserbaidschan und 299.000 in die die Gegenrichtung. Die Volkszählung 2005 fand sechs Aserbaidschaner in Nagorno-Karabakh wohnen. Vor 1991 waren es rund vierzigtausend gewesen.
In Folge des wieder aufgeflammten armenisch-aserbaidschanischen Grenzkonflikts 2021 gefolgt von der Eroberung des Gesamgebiets im Herbst 2023 wurde die gesamte christlich-armenische Bevölkerung ausgemerzt bzw. vertrieben. Fast alle haben Anspruch auf die Armenische Staatsangehörigkeit.

## Sonderfälle
Ein besonderes Problem stellten die türkischsprachigen Georgier (Mescheten მუსლიმი მესხები) dar, die 1944 vor allem nach Kasachstan und Usbekistan umgesiedelt wurden, nach 1956 dort blieben aber schlecht integrierten. Die Zahl der Rückwanderer nach Georgien blieb gering wegen der restriktiven Regeln des dortigen Staatsangehörigkeitsgesetzes von 1993. Etwa 46.000 zogen es vor nach Aserbaidschan umzuziehen.

Seit 2009 ist ihnen die Rückkehr nach Georgien gesetzlich erleichtert. Wird ihre Repatriierung durchgeführt, so haben sie innerhalb zwei Jahren die Wiedereinbürgerung, begründbar durch „unrechtmäßigen Verlust,“ zu beantragen.

### Staatenlose und Flüchtlinge
Aserbaidschan hat das Abkommen über die Rechtsstellung der Flüchtlinge und die Staatenlosenkonvention 1961 gezeichnet.
Sind beide Eltern eines in Aserbaidschan geborenen Kindes staatenlos greift das ius soli.  Anders behandelt die Verwaltung Kinder, deren elterliche Staatsangehörigkeit bei Auslandsgeburt nicht weitergegeben wird, was z. B. bei unverheirateten Iranerinnen der Fall ist. Solche Kinder bleiben dann effektiv staatenlos.
Für Personen, die vor dem 1. Januar 2006 ins Land gekommen sind oder die nur einen alten sowjetischen Inlandspaß als Nachweis haben gibt es ein vereinfachtes Einbürgerungsverfahren.
In Georgien lebten 4–500.000 ethnische Aseris, 2014 fand die georgische Volkszählung noch 234.000 (6,3 %). Aserischen Flüchtlingen aus Georgien, 1991/92 kamen erstmals etwa 2000 Familien, wird die Aufnahme in Aserbaidschan schwer gemacht. Von den bis 2014 etwa einhunderttausend Gekommenen erhielten knapp ein Drittel die Staatsangehörigkeit. Wirtschaftliche Bessergestellte werden klar bevorzugt. Diese Wanderbewegung – oft jeweils für sechs Monate zum schwarzarbeiten – ist auch der Grund, weshalb Aserbaidschan die Einreise über seine Landgrenzen auch 2025 noch verbietet, eine Maßnahme die wegen der Corona-Epidemie eingeführt worden war.